# Faramea micrantha
Faramea micrantha är en måreväxtart som beskrevs av Johannes Müller Argoviensis. Faramea micrantha ingår i släktet Faramea och familjen måreväxter. Inga underarter finns listade i Catalogue of Life.